# Guelta d'Archei
Guelta d'Archei er en  berømt guelta i Sahara . Den ligger på Ennediplateauet i det nordøstlige Tchad, sydøst for byen Fada. Guelta d'Archei er beboet af flere dyrearter, især den vestafrikanske krokodille (Crocodylus suchus, der indtil for nylig blev anset for at være et synonym for Nilkrokodillen, Crocodylus niloticus Laurenti). Rester fra mellemste holocæn, såvel som klippemalerier, indikerer, at denne art engang trivedes i det meste af nutidens Saharaørken og i sumpe og floder langs de sydlige Middelhavskyster. Den lille gruppe af overlevende krokodiller i Guelta d'Archei repræsenterer en af de sidste kolonier, der kendes i Sahara i dag; Kolonien på Tagant-plateauet i Mauretanien har sandsynligvis været uddød siden 1996.
Det er besværligt at rejse til Guelta d'Archei, da der ikke er asfalterede veje. Der er en cirka fire dages kørsel i firehjulstrækker fra Tchads hovedstad N'Djamena.